# Andrés Manuel del Río Fernández
Andrés Manuel del Río Fernández (Madrid, 10 de novembre de 1764 - Ciutat de Mèxic, 23 de març de 1849) fou un químic hispano-mexicà destacat per ser el descobridor de l'element químic vanadi.

## Biografia

### Formació
Andrés Manuel del Río estudià química analítica i metal·lúrgia a la Universitat d'Alcalà de Henares i a l'Escola de Mineria d'Almadén. Després amplià estudis durant quatre anys a París amb Jean d'Arcet on probablement conegué Antoine Laurent Lavoisier. L'any 1786 fou pensionat pel govern espanyol a la Reial Acadèmia de Mineria de Schemnitz (actual Hongria) i després a Alemanya, a l'escola de Mines de Freiberg, sota la direcció d'Abraham Gottlob Werner.

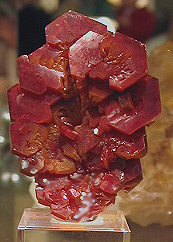
Vanadinita, Pb₅(VO₄)₃Cl, mineral que conté vanadi

### Mineria a la Nova Espanya
L'any 1794 viatjà a Nova Espanya (actual Mèxic) per ocupar la càtedra de química i mineralogia en el Real Seminario de Mineria dirigit per Fausto de Elhúyar (1755-1833). Allà desenvolupà una magnífica tasca docent i investigadora. Fou col·laborador i amic del naturalista alemany Alexander von Humboldt.
L'any 1820 fou elegit diputat a les Corts espanyoles on defensà idees liberals i, en concret, la independència de Mèxic. Una vegada independitzat Mèxic, l'any 1829, el seu govern decretà l'expulsió de tots els espanyols amb excepcions com la de Andrés Manuel del Río. Ell se solidaritzà amb els expulsats, entre els que estava Fausto de Elhúyar, i s'exilià voluntàriament a Filadèlfia, als Estats Units. Retornà a Mèxic l'any 1834 per ocupar la seva càtedra de mineralogia.
Fou fundador del Palacio de la Mineria i assentà les basses per l'actual Instituto de Geología. Fou membre de la Real Academia de Ciencias de Madrid, de la Societat Werneriana d'Edimburg, de l'Académie des Sciences de París, de la Societat Econòmica de Leipzig, de la Societat Linneana de Leipzig, de la Reial Acadèmia de Saxònia, de la Societat Filosòfica de Filadèlfia, President de la Societat Geològica de Filadelfia i del Liceu d'Història Natural de Nova York, entre d'altres.

## Obra
L'any 1801 examinant mostres minerals trobades a Zimapán arribà a la conclusió de què havia descobert un nou element químic, actualment denominat vanadi. Preparà diversos composts i observà que eren de diversos colors, per la qual cosa el denominà pancromi (molts de colors, en grec). Després l'anomenà eritroni (vermell, en grec) perquè els composts quan s'encalentien adquirien aquest color. Envià mostres a París per mitjà d'Alexander von Humboldt que foren analitzades per Hyppolyte Victor Collet-Descotils el qual concluí, erròniament, que les mostres només contenien crom i no pas cap element químic nou.

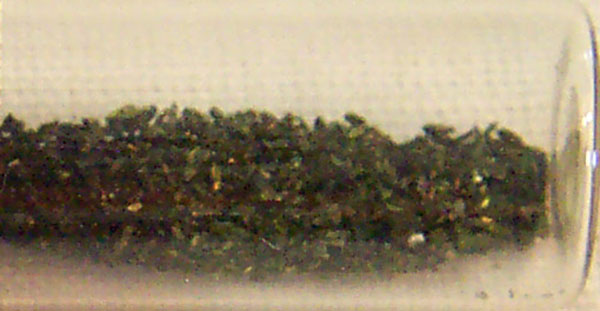
Mostra de vanadi

L'any 1830 el químic suec Nils Gabriel Sefström el redescobrí i l'anomenà vanadi, en honor de la deessa escandinava de la bellesa i l'amor Vanadis. El químic alemany Friedrich Wöhler demostrà que l'eritroni descobert per del Río era el mateix element que el vanadi. I l'any 1867 el químic anglès Henry Enfield Roscoe aïllà per primera vegada pur el vanadi.
Del Río també descobrí diverses espècies minerals i desenvolupà innovadors mètodes per a l'extracció de minerals.

### Obres
- Elementos de Orictognesia o del conocimiento de los fósiles, 1795.
- Analyse des deus nouvelles espéces minérales composées de séléniure de zinc et de sulfure de mercure. Annals des Mines, París, 5, 1829.
- Découverte de l'iodure de mercure au Mexique. Annals des Mines, París, 5, 1829.
- Elementos de Orictognesia, o del conocimiento de los fósiles según el sistema de Bercelio; y según los principios de Abraham Góttlob Wérner, con la sinonimia inglesa, alemanya y francesa, para uso del Seminario Nacional de Minería de México. Filadelfia, 1832.